# Korporant

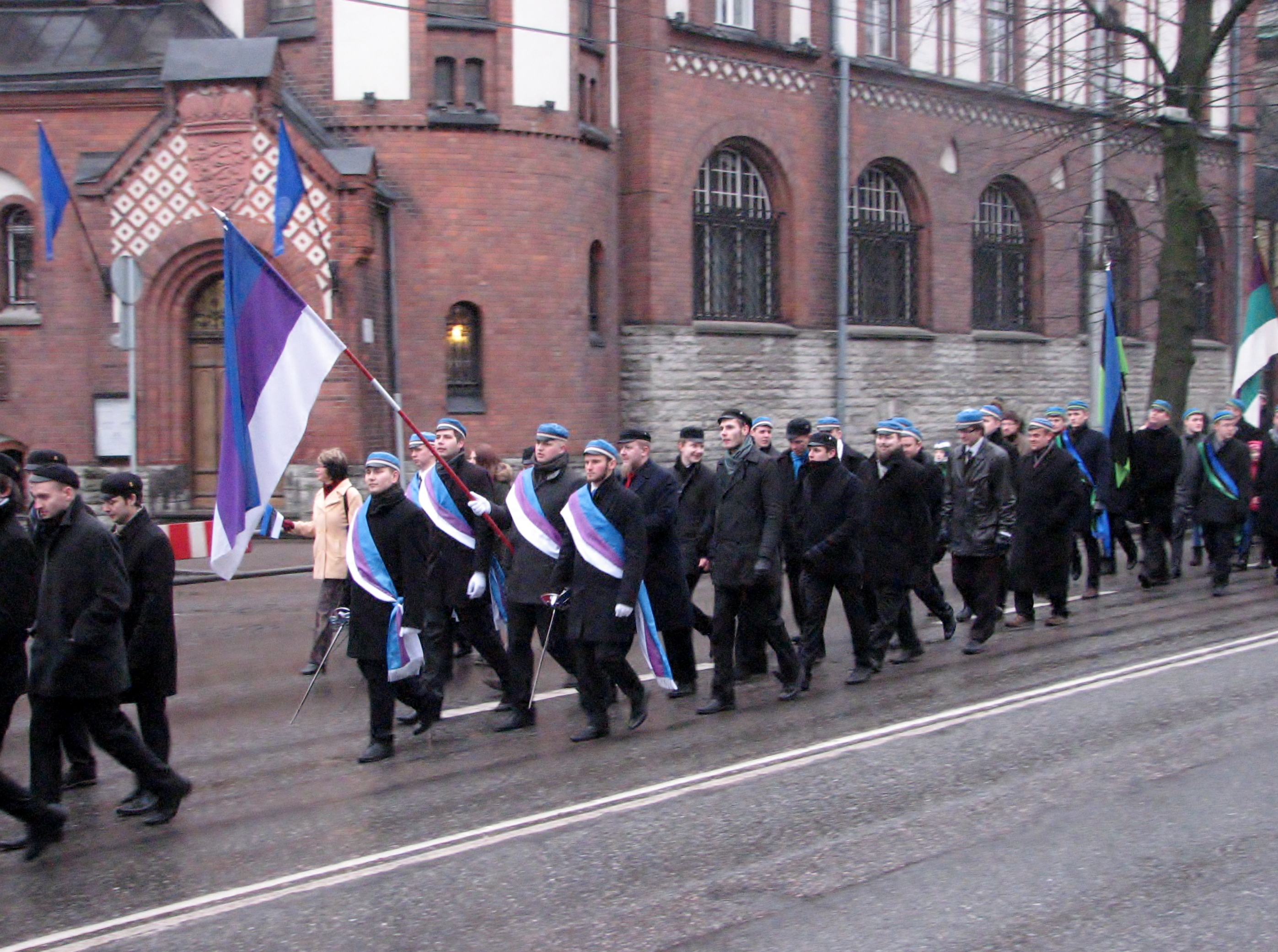
Członkowie estońskiej korporacji akademickiej Korporatsioon Sakala w czasie przemarszu w ulicami Tallinna (2015)

Korporant – członek korporacji (stowarzyszenia), zwykle korporacji akademickiej.

## Członkostwo w korporacjach akademickich
Członkostwo w korporacjach akademickich nie wygasa wraz z ukończeniem studiów, lecz trwa aż do śmierci. Czasami w korporacjach występuje zasada, że student należący do niej, zmieniając uniwersytet, nie ma prawa wstąpić do kolejnej, lokalnej korporacji, czyli jednorazowo może należeć tylko do jednego stowarzyszenia. Nie dotyczy to statusu tzw. filistra honoris causa.
W korporacjach istnieje swoista hierarchia członków, którzy dzielą się na dwa lub trzy stopnie: fuksów, barwiarzy i komilitonówi (stosowane są również inne określenia). Poszczególne kategorie członków mają różne prawa i obowiązki w zależności od przyjętego modelu struktury korporacji (tzw. model ryski lub model dorpacki).
Kończący studia najczęściej zachowuje pełne prawa członka korporacji. W polskiej terminologii korporant po okresie studiów nazywany jest filistrem.

## Lista członków rzeczywistych polskich korporacji akademickich posiadających własne hasła w Wikipedii
- Osman Achmatowicz K! Polonia
- Władysław Anders K! Arkonia
- Aleksander Arendt K! Cassubia
- Henryk Batowski K! Leopolia
- Mieczysław Bekker K! Maritimia
- Konrad Billewicz K! Welecja
- Stanisław Błaszkowiak K! ZAG Wisła
- Adam Borys K! Chrobria
- Józef Brudziński K! Polonia
- Józef Budkiewicz K! Welecja
- Franciszek Brzeziński K! Polonia
- Juliusz Bursche K! Polonia
- Romuald Adam Cebertowicz K! Welecja
- Tytus Chałubiński K! Polonia
- Jerzy Chodorowski K! Cresovia Leopoliensis
- Ludwik Christians K! Concordia
- Wacław Ciesielski K! Baltia
- Adam Cybulski K! Welecja
- Józef Napoleon Hutten-Czapski K! Polonia
- Aleksander Czekanowski K! Polonia
- Henryk Czopowski K! Welecja
- Adam Doboszyński K! ZAG Wisła
- Jerzy Doerffer K! Rosevia
- Wacław Drozdowski K! Welecja
- Benedykt Dybowski K! Polonia
- Władysław Dybowski K! Polonia
- Wojciech Dziomdziora K! Arkonia
- Marcin Ehrlich K! Polonia
- Jan Ernst K! Leopolia
- Marian Garlicki K! Aragonia
- Jerzy Giedroyć K! Patria
- Tadeusz Glemma K! Pomerania
- Jan Glinka K! Aquilonia
- Piotr Gontarczyk K! Respublica
- Artur Górski K! Respublica
- Tadeusz Gronowski K! Welecja
- Jerzy Grzymek K! Scythia
- Rudolf Gundlach K! Welecja
- Alfons Hoffmann K! ZAG Wisła
- Michał Howorka K! Masovia
- Henryk Hilchen K! Sarmatia
- Aleksander Jabłonowski K! Polonia
- Jan Jacoby K! Aquilonia
- Stanisław Jankowski K! Sarmatia
- Ziemowit Jasiński K! Welecja
- Edward Jurgens K! Polonia
- Witold Kaczyński K! Welecja
- Edward Kemnitz K! Aquilonia
- Jerzy Daniel Kędzierski K! Aquilonia
- Franciszek Lilpop K! Welecja
- Stanisław Wilhelm Lilpop K! Welecja
- Bolesław Limanowski K! Polonia
- Wincenty Lutosławski K! Polonia
- Stefan Łochtin K! Aquilonia
- Zygmunt Łuczkiewicz K! Scythia
- Władysław Manduk K! Sarmatia
- Andrzej Marchwiński K! Aquilonia
- Józef Mikułowski-Pomorski K! Arkonia
- Franciszek Modrzewski K! Welecja
- Edward Jan Montalbetti K! Scythia
- Ignacy Mościcki K! Welecja
- Franciszek Ludwik Neugebauer K! Polonia
- Lech Neyman K! Helonia
- Jan Nielubowicz K! Arkonia
- Andrzej Niemojewski K! Polonia
- Maksym Nikonorow K! Lechicja
- Jan Ogłódek K! Arcadia
- Edward O’Rourke K! Arkonia
- Jan Pachoński K! Arcadia
- Bolesław Piasecki K! Patria
- Bohdan Pniewski K! Welecja
- Jan Józef Podoski K! Arkonia
- Zbysław Popławski K! Slavia
- Waldemar Preiss K! Icaria
- Jeremi Przybora K! Arkonia
- Janusz Rabski K! Patria
- Franciszek Raszeja K! Baltia
- Leon Raszeja K! Baltia
- Tadeusz Rojowski K! Arkonia
- Adam Ronikier K! Arkonia
- Henryk Rossman K! Welecja
- Tomasz Rostworowski K! Concordia
- Aleksander Rothert K! Welecja
- Julian Roykiewicz K! Welecja
- Tadeusz Rozdeiczer-Kryszkowski K! Sarmatia
- Jerzy Rudowski K! Sarmatia
- Jerzy Różycki K! Chrobria
- Juliusz Sas-Wisłocki K! Palestra
- Michał Sczaniecki K! Corona
- Józef Siemiradzki K! Polonia
- Józefat Sikorski K! Posnania
- Leopold Skulski K! ZAG Wisła
- Abdon Stryszak K! Cassubia
- Zbigniew Stuchly K! Cresovia Leopoliensis
- Zbigniew Stypułkowski K! Aquilonia
- Leon Suzin K! Welecja
- Adam Szostkiewicz K! Arcadia
- Adam Szpunar K! Palestra
- Kordian Tarasiewicz K! Jagiellonia
- Jacek Tomczak K! Lechia
- Bronisław Tomecki K! Piłsudia
- Stanisław Thugutt K! Polonia
- Jerzy Urbankiewicz K! Patria
- Egon Vielrose K! Chrobacja
- Przemysław Warmiński K! Baltia
- Wojciech Wasiutyński K! Aquilonia
- Władysław Weker K! Welecja
- Jan Werner K! Sarmatia
- Józef Weyssenhoff K! Polonia
- Ireneusz Wierzejewski K! Chrobria
- Bronisław Wróblewski K! Polonia
- Stanisław Wyganowski K! Jagiellonia
- Tadeusz Zawadzki K! Arcadia
- Jan Zawidzki K! Arkonia
- Marian Zdziechowski K! Polonia
- Leonard Zub-Zdanowicz K! Concordia
- Jan Żaryn K! Arkonia
- Edward Żeligowski K! Polonia

## Lista filistrówhonoris causapolskich korporacji akademickich posiadających swoje hasła w Wikipedii
- Stefan Banach K! Aquitania
- Władysław Bandurski K! Cresovia
- Wiktor Dega K! Ikaria
- Roman Dmowski K! Baltia
- Stanisław Dobrzycki K! Chrobria
- Józef Dowbor-Muśnicki K! Lechia, K! Batoria
- Władysław Dziewulski K! Cresovia
- Jędrzej Giertych K! Avanguardia
- Kazimierz Glabisz K! Piłsudia
- Walery Goetel K! Arcadia
- Stanisław Grabski K! Cresovia Leopoliensis, K! Avanguardia
- Józef Haller K! Baltia
- Marian Heitzman K! Arcadia
- Ludwik Jaxa-Bykowski K! Chrobria
- Aleksander Kakowski K! Ostoja
- Jan Kasprowicz K! Baltia
- Feliks Koneczny K! Conradia
- Władysław Konopczyński K! Praetoria
- Wojciech Korfanty K! Silesia
- Eugeniusz Kwiatkowski K! Gedania Posnaniensis
- Feliks Nowowiejski K! Surma
- Ignacy Paderewski K! Patria
- Henryk Pachoński K! Arcadia
- Józef Piłsudski K! Piłsudia
- Aleksander Prystor K! Piłsudia
- Roger Raczyński K! Corona
- Cyryl Ratajski K! Posnania
- Roman Rybarski K! Ostoja
- Henryk Sachs K! Concordia
- Władysław Sikorski K! Leopolia
- Edward Szpilewski K! Sarmatia
- Stanisław Taczak K! Lechia
- Władysław Tatarkiewicz K! Aquilonia
- Edward Taylor K! Baltia
- Józef Teodorowicz K! Obotritia
- Józef Tuchołka K! Montana
- Józef Unrug K! Rosevia
- Bohdan Winiarski K! Posnania
- Henryk Zbierzchowski K! Cresovia Leopoliensis
- Aleksander Zwierzyński K! Filomatia Vilnensis
- Lucjan Żeligowski K! Vilnensia
- Stefan Żeromski K! Pomerania